# La Calera (Irapuato)
La Calera es una localidad del estado mexicano de Guanajuato. Es parte del municipio de Irapuato.

## Demografía
| Gráfica de evolución demográfica |
|                                  |

| Censo | Población |
| ----- | --------- |
| 1900  | 1 046     |
| 1910  | 1 325     |
| 1921  | 459       |
| 1930  | 472       |
| 1940  | 751       |
| 1950  | 696       |
| 1960  | 1 108     |
| 1970  | 1 350     |
| 1980  | 1 596     |
| 1990  | 2 923     |
| 2000  | 5 292     |
| 2010  | 4 665     |
| 2020  | 5 946     |